# Trichotosia brevirachis
Trichotosia brevirachis är en orkidéart som först beskrevs av Johannes Jacobus Smith, och fick sitt nu gällande namn av Jeffrey James Wood. Trichotosia brevirachis ingår i släktet Trichotosia och familjen orkidéer. Inga underarter finns listade i Catalogue of Life.